# 雷學淇
雷学淇（？年—？年），字瞻叔，号竹卿，又号介庵，清朝學者、官員。顺天府通州（今北京市通州区）人，雷鐏之子。

## 生平
嘉庆十九年（1814）进士，任山西和顺县知县、贵州永从县知县，充任丙子乙未同考官。精讀《竹書紀年》，著有《竹書紀年義證》。另有《古经服纬释问》一卷、《介庵经说》十卷。

## 延伸阅读
[在维基数据编辑]
 《清史稿·卷482》，出自趙爾巽《清史稿》